# Bobby Cannavale
Roberto "Bobby" Cannavale (Union City, Nova Jérsei, 3 de maio de 1970) é um ator estadunidense famoso por interpretar o paramédico Bobby Caffey na série televisiva Third Watch, também interpretou Vince D'Angelo na série Will & Grace e principalmente como Gyp Rosetti em Boardwalk Empire, na qual venceu o Emmy de melhor ator coadjuvante em série dramática.  Em 2022, é protagonista da série "Bem-Vindos à Vizinhança" da Netflix, onde interpreta o Dean Brannock.  

## Biografia e carreira
Cannavale nasceu em Nova Jérsei, filho de pai ítalo-americano e mãe cubano-americana. Iniciou sua carreira no teatro, sem ter oficialmente estudado atuação em nenhuma instituição. Ganhou destaque no início de carreira nos filmes Night Falls on Manhattan (1997) e O Colecionador de Ossos (1999), quando interpretou o namorado de Angelina Jolie. Também em 1999, ganhou seu papel de maior destaque na série dramática Third Watch, com o seu homônimo Bobby Caffey. Não se sabe se o nome do personagem já estava definido antes da escolha de Cannavale para interpretá-lo. Em 2001, após deixar Third Watch declarando que não conseguia desenvolver seu personagem da forma que gostaria, estrelou ao lado de Alan Arkin no programa 100 Centre Street na TV americana. Programa que foi escrito e dirigido por Sidney Lumet, seu sogro.
Em 2002 participou como convidado da série Ally McBeal, pouco antes dessa ser cancelada. Pouco tempo depois, estrelou ao lado de Yancey Arias e Sheryl Lee a mini-série Kingpin. Em 2003, fez o papel de um drogado homossexual na série Oz. De 2004 a 2006 fez o personagem Vince D´Angelo na série de comédia Will & Grace. Pela sua atuação na série, ganhou o Emmy de "Melhor Ator Convidado em uma Série de Comédia".
Depois fez aparições em vários filmes, como Snakes on a Plane,  The Guru (como um bombeiro gay) (2002), Shall We Dance? (como um homossexual reprimido) (2004) e Romance & Cigarettes (2005), além de outros papéis em séries como Sex and the City, A Sete Palmos, Oz, Law & Order, Law & Order: Criminal Intent e Law & Order: Special Victims Unit.
Atualmente faz o papel de Richie Finestra, um executivo de uma gravadora de discos na série televisiva Vinyl (2016).
Devido a frequência com que interpretava personagens gays na carreira, muitos fãs suspeitavam que Bobby Cannavale fosse gay na vida real. Porém, ele foi casado com Jenny Lumet de 1994 a 2003, e também namorou a atriz Annabella Sciorra.

## Filmografia

### Cinema
| Ano  | Título                            | Papel                      | Notas                               |
| ---- | --------------------------------- | -------------------------- | ----------------------------------- |
| 1996 | Night Falls on Manhattan          | Assistente de Vigoda #1    |                                     |
| 1996 | I'm Not Rappaport                 | Cliente de estacionamento  |                                     |
| 1999 | Gloria                            | Jack                       |                                     |
| 1999 | The Bone Collector                | Namorado de Amelia         |                                     |
| 2001 | 3 A.M.                            | Jose                       |                                     |
| 2002 | Washington Heights                | Angel                      |                                     |
| 2002 | The Guru                          | Randy                      |                                     |
| 2002 | Fresh Cut Grass                   | Billy Pecchio              |                                     |
| 2003 | The Station Agent                 | Joe Oramas                 |                                     |
| 2003 | Shortcut to Happiness             | Policial                   |                                     |
| 2004 | Haven                             | Tenente                    |                                     |
| 2004 | Shall We Dance?                   | Chic                       |                                     |
| 2004 | The Breakup Artist                | Vizinho                    |                                     |
| 2005 | Happy Endings                     | Javier                     |                                     |
| 2005 | Romance & Cigarettes              | Fryburg                    |                                     |
| 2006 | The Night Listener                | Jess                       |                                     |
| 2006 | Fast Food Nation                  | Mike                       |                                     |
| 2006 | Snakes on a Plane                 | Hank Harris                |                                     |
| 2006 | 10 Items or Less                  | Bobby                      |                                     |
| 2007 | The Ten                           | Marty McBride              |                                     |
| 2007 | Dedication                        | Don Meyers                 |                                     |
| 2007 | The Take                          | Steve Perelli              |                                     |
| 2008 | The Merry Gentleman               | Michael                    |                                     |
| 2008 | Diminished Capacity               | Lee Vivyan                 |                                     |
| 2008 | The Promotion                     | Dr. Timms                  |                                     |
| 2008 | 100 Feet                          | Shanks                     |                                     |
| 2009 | Paul Blart: Mall Cop              | James Kent                 |                                     |
| 2009 | Brief Interviews with Hideous Men | Sujeito #40                |                                     |
| 2010 | The Other Guys                    | Jimmy                      |                                     |
| 2010 | Apples                            | Nino                       | Curta-metragem                      |
| 2010 | Weakness                          | Joshua                     |                                     |
| 2011 | Win Win                           | Terry Delfino              |                                     |
| 2011 | Roadie                            | Randy Stevens              |                                     |
| 2013 | Movie 43                          | Superman falso             | Segmento: "Super Hero Speed Dating" |
| 2013 | Parker                            | Jake Fernandez             |                                     |
| 2013 | Lovelace                          | Butchie Peraino            |                                     |
| 2013 | Blue Jasmine                      | Chili                      |                                     |
| 2014 | Adult Beginners                   | Danny                      |                                     |
| 2014 | Annie                             | Cara                       |                                     |
| 2015 | Spy                               | Sergio De Luca             |                                     |
| 2015 | Danny Collins                     | Tom Donnelly               |                                     |
| 2015 | Ant-Man                           | Paxton                     |                                     |
| 2015 | Daddy's Home                      | Dr. Francisco              |                                     |
| 2016 | The Fundamentals of Caring        | Cash                       | Não creditado                       |
| 2017 | The Nut Job 2: Nutty by Nature    | Frankie                    |                                     |
| 2017 | I, Tonya                          | Martin Maddox              |                                     |
| 2017 | Jumanji: Welcome to the Jungle    | Van Pelt                   |                                     |
| 2017 | Ferdinand                         | Pai de Valiente / Valiente |                                     |
| 2018 | The Photographer                  | Fotógrafo                  | Curta-metragem                      |
| 2018 | Boundaries                        | Leonard                    |                                     |
| 2018 | Ant-Man and the Wasp              | Paxton                     |                                     |
| 2019 | Motherless Brooklyn               | Tony Vermonte              |                                     |
| 2019 | Martha the Monster                | Kevin / Doormat            | Curta-metragem                      |
| 2019 | The Irishman                      | Skinny Razor               |                                     |
| 2019 | The Jesus Rolls                   | Petey                      |                                     |
| 2020 | Superintelligence                 | George                     |                                     |
| 2021 | Tom & Jerry                       | Spike                      |                                     |
| 2021 | Thunder Force                     | Rei                        |                                     |
| 2021 | Jolt                              | Detetive Vicars            |                                     |
| 2021 | This Is the Night                 | Frank Larocca              |                                     |
| 2021 | Sing 2                            | Sr. Crystal                |                                     |
| 2022 | Seriously Red                     | Wilson                     |                                     |
| 2022 | Allswell                          | Gabe                       |                                     |
| 2022 | Blonde                            | Joe DiMaggio               |                                     |
| 2022 | Angry Neighbors                   | Kevin                      |                                     |
| 2023 | Inappropriate Behavior            | Max Brandel                |                                     |

### Televisão
| Ano       | Título                            | Papel                     | Notas                                                    |
| --------- | --------------------------------- | ------------------------- | -------------------------------------------------------- |
| 1998      | When Trumpets Fade                | Capitão Zenek             | Filme de TV                                              |
| 1998-1999 | Trinity                           | Joe                       | 7 episódios                                              |
| 1999–2001 | Third Watch                       | Roberto Caffey            | 38 episódios                                             |
| 2000      | Sex and the City                  | Adam Ball                 | Episódio: "Easy Come, Easy Go"                           |
| 2001–2002 | 100 Centre Street                 | Jeremiah 'J.J.' Jellinek  | 5 episódios                                              |
| 2002      | Law & Order: Special Victims Unit | Kyle Novacek              | Episódio: "Monogamy"                                     |
| 2002      | Ally McBeal                       | Wilson Jade               | 5 episódios                                              |
| 2002-2007 | Law & Order                       | Randy Porter / J.P. Lange | 2 episódios                                              |
| 2003      | Kingpin                           | Chato Cadena              | 6 episódios                                              |
| 2003      | Oz                                | Alonzo Torquemada         | 2 episódios                                              |
| 2003      | Law & Order: Criminal Intent      | Julian Bello              | Episódio: "The Gift"                                     |
| 2004-2018 | Will & Grace                      | Vince D'Angelo            | 17 episódios                                             |
| 2004      | Six Feet Under                    | Javier                    | 3 episódios                                              |
| 2005      | The Exonerated                    | Jesse Tafero              | Filme de TV                                              |
| 2005      | Recipe for a Perfect Christmas    | Alex Stermadapolous       | Filme de TV                                              |
| 2005      | N.Y.-70                           | Det. Niko Corso           | Filme de TV                                              |
| 2006      | So Here's What Happened           | Danny                     | Filme de TV                                              |
| 2007      | The Knights of Prosperity         | Enrico Cortez             | 2 episódios                                              |
| 2008      | Lipstick Jungle                   | Chris 'Parks' Parker      | Episódio: "Chapter Seven: Carpe Threesome"               |
| 2008-2009 | Cold Case                         | Eddie Saccardo            | 7 episódios                                              |
| 2009      | Cupid                             | Trevor Pierce             | 7 episódios                                              |
| 2010      | American Dad!                     | Detetive Chaz Migliaccio  | Episódio: "Cops and Roger"                               |
| 2010      | Louie                             | Chris                     | 2 episódios                                              |
| 2010-2011 | Blue Bloods                       | Charles Rosselini         | 3 episódios                                              |
| 2010      | Marry Me                          | Adam                      | 2 episódios                                              |
| 2012      | Nick the Doorman                  | Sr. Pomerantz             | Filme de TV                                              |
| 2012      | Modern Family                     | Lewis                     | Episódio: "Send Out the Clowns"                          |
| 2012-2013 | Nurse Jackie                      | Dr. Mike Cruz             | 12 episódios                                             |
| 2012      | Boardwalk Empire                  | Gyp Rosetti               | 12 episódios                                             |
| 2014      | Robot Chicken                     | Vários                    | Episódio: "Super Guitario Center"                        |
| 2016      | Vinyl                             | Richie Finestra           | 10 episódios                                             |
| 2017      | Master of None                    | Chef Jeff                 | 4 episódios                                              |
| 2017      | Comrade Detective                 | Petre Bubescu (voz)       | Episódio: "Two Films for One Ticket"                     |
| 2017-2019 | Mr. Robot                         | Irving                    | 9 episódios                                              |
| 2018-2020 | BoJack Horseman                   | Vance Waggoner            | episódios: "BoJack the Feminist" and "The Horny Unicorn" |
| 2018-2020 | Big Mouth                         | Gavin / Agente do Nick    | 3 episódios                                              |
| 2018-2020 | Homecoming                        | Colin Belfast             | 11 episódios                                             |
| 2018      | Angie Tribeca                     | Angela 'A.J.' Giles Jr.   | 10 episódios                                             |
| 2019      | SpongeBob SquarePants             | Tony                      | Episódio: "Shell Games"                                  |
| 2019      | The Detour                        | Castro (voz)              | Episódio: "The Groom"                                    |
| 2020      | Mrs. America                      | Tom Snyder                | Episódio: "Phyllis & Fred & Brenda & Marc"               |
| 2021      | Nine Perfect Strangers            | Tony Hogburn              | 8 episódios                                              |
| 2022      | Human Resources                   | Gavin                     | 7 episódios                                              |
| 2022      | The Watcher                       | Dean Brannock             | 7 episódios                                              |